# فصل (معان)

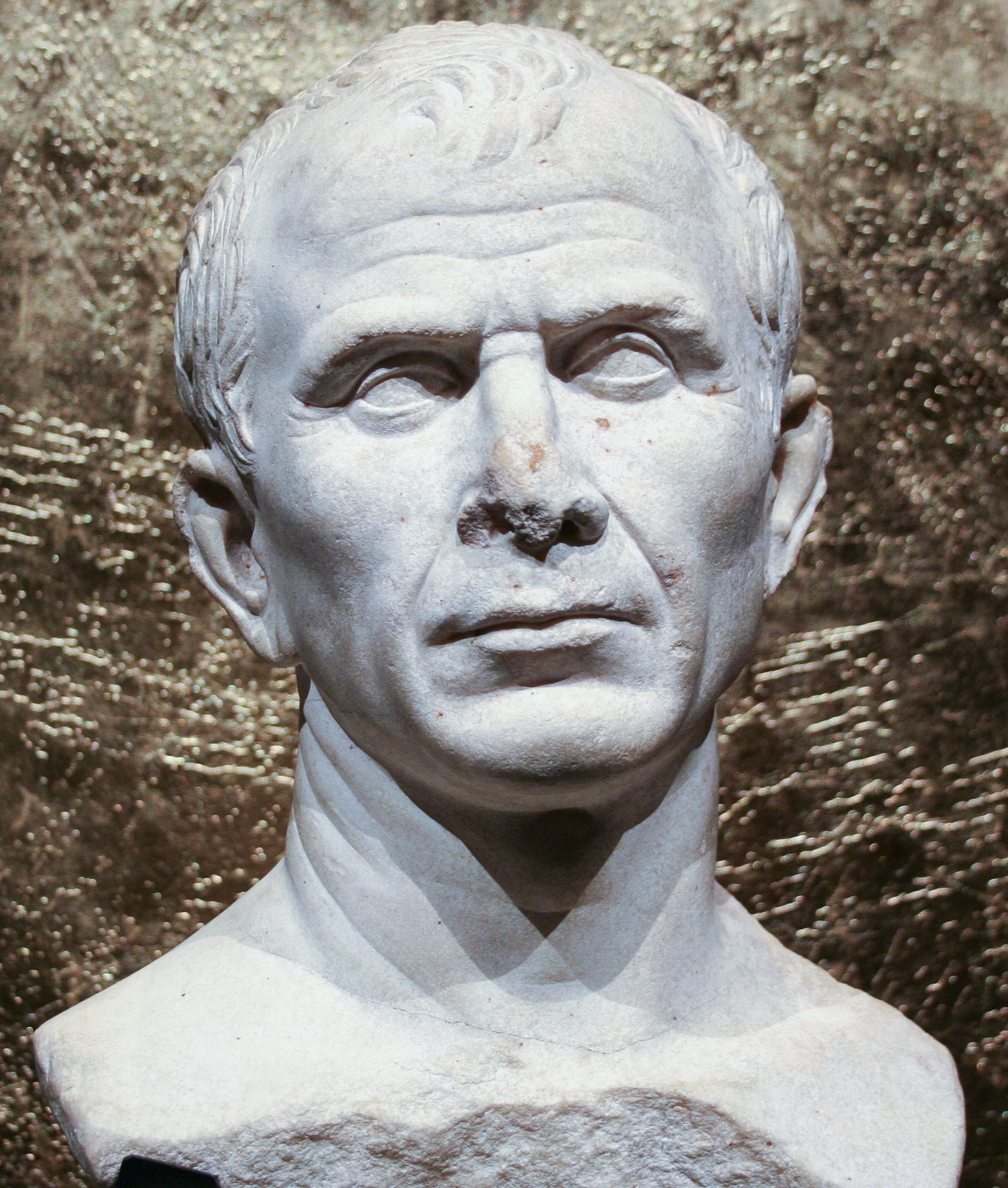

الفصل عند أهل المعاني هو الإتيان بجمل أو مفردات غير معطوف بعضها على بعض. والوصل يقابله.

## وصلات خارجية
- مسرت جمال. بلاغة أسلوب الوصل والفصل في القرآن. جامعة بشاور